# 臺灣紋唇盲蝽
臺灣紋唇盲蝽（学名：Charagochilus taivanus）为盲蝽科唇盲蝽屬下的一个种。